# (9012) Benner
(9012) Benner (1984 UW) – planetoida z grupy pasa głównego asteroid okrążająca Słońce w ciągu 4,88 lat w średniej odległości 2,87 au. Odkryta 26 października 1984 roku.